# Cúp bóng đá Rwanda
Cúp bóng đá Rwanda  là giải đấu loại trực tiếp hàng đầu của bóng đá Rwanda, được thành lập năm 1975.

## Đội vô địch
- 1975: Kiyovu Sports (Kigali)
- 1976: Rayon Sport (Nyanza)
- 1978: Mukura Victory Sports (Butare)
- 1979: Rayon Sport (Nyanza)
- 1980: Panthères Noires (Kigali)
- 1981: Panthères Noires (Kigali)
- 1982: Rayon Sport (Nyanza)
- 1983: Panthères Noires (Kigali)
- 1984: Panthères Noires (Kigali)
- 1985: Kiyovu Sports (Kigali)
- 1986: Mukura Victory Sports (Butare)
- 1987: Panthères Noires (Kigali)
- 1988: Etincelles FC (Gisenyi)
- 1989: Rayon Sport (Nyanza)
- 1990: Mukura Victory Sports (Butare)
- 1992: Mukura Victory Sports (Butare)
- 1993: Rayon Sport (Nyanza)
- 1995: Rayon Sport (Nyanza)
- 1997: Rwanda FC (Kigali)
- 1998: Rayon Sport (Nyanza) vượt qua Kiyovu Sports (Kigali)
- 2001: Les Citadins FC (Kigali)
- 2002: APR FC (Kigali)
- 2005: Rayon Sport (Nyanza) 3-0 Mukura Victory Sports (Butare)
- 2006: APR FC (Kigali) 3-0 ATRACO FC
- 2007: APR FC (Kigali) 2-0 ATRACO FC
- 2008: APR FC (Kigali) 4-0 ATRACO FC
- 2009: ATRACO FC 1-0 Mukura Victory Sports
- 2010: APR FC (Kigali) 1-0 Rayon Sport
- 2011: APR FC (Kigali) 4-2 (h.p.) Police FC Kibungo
- 2012: APR FC (Kigali) 2-1 (h.p.) Police FC Kibungo
- 2013: AS Kigali 3-0 Muhanga
- 2014: APR FC (Kigali) 1-0 Police FC Kibungo
- 2015: Police FC Kibungo 1-0 Rayon Sport
- 2016: Rayon Sport 1-0 APR FC
- 2017: APR FC (Kigali) 1-0 Espoir FC[1][2]